# Quíos (Caria)
Quíos (en griego, Χίος) fue una antigua ciudad griega de Caria. 
Perteneció a la Liga de Delos puesto que aparece mencionada en los registros de tributos a Atenas en los años 454/3, 448/7 y 447/6 a. C. donde pagaba un phoros de 2000 dracmas así como en el decreto de tasación de tributos a Atenas del año 425/4 a. C. La ciudad también es citada por Esteban de Bizancio.
Se desconoce su localización exacta, aunque se ha sugerido que debía estar próxima a Cnido. También se ha supuesto, por su posición en las listas atenienses de tributos, que debía ser limítrofe con Idima, Quersoneso y Cedreas.